# Betulina fuscostipitata
Betulina fuscostipitata är en svampart som beskrevs av Graddon 1974. Betulina fuscostipitata ingår i släktet Betulina och familjen Hyaloscyphaceae.   Inga underarter finns listade i Catalogue of Life.